# Camposaurus arizonensis
Il camposauro (Camposaurus arizonensis) è un dinosauro carnivoro appartenente ai celofisoidi. Visse nel Triassico superiore (Norico, circa 220 milioni di anni fa) e i suoi resti sono stati ritrovati in Nordamerica (Arizona).

## Classificazione
Descritto per la prima volta nel 1998, questo dinosauro è basato su alcuni resti fossili comprendenti parte di una zampa posteriore. Altri fossili (alcune vertebre) sono state attribuite allo stesso dinosauro. Tutti i resti provengono dalla formazione Bluewater Creek, nel gruppo Chinle dell'Arizona. I resti fanno pensare alla presenza di un dinosauro simile a Coelophysis, vissuto però una decina di milioni di anni prima; non è chiaro, però, se Camposaurus rappresentasse a tutti gli effetti un genere distinto, o fosse addirittura un altro tipo di dinosauro teropode (un ceratosauro?) a causa della scarsità dei resti. In ogni caso, sembra che Camposaurus fosse un piccolo carnivoro lungo circa due metri, dal corpo lungo e snello e dalle lunghe zampe posteriori. 